# Cusset-Sud (tổng)
Tổng Cusset-Sud là một tổng ở tỉnh Allier trong vùng Auvergne-Rhône-Alpes.

## Hành chính
| Giai đoạn        | Ủy viên         | Đảng | Tư cách             |
| ---------------- | --------------- | ---- | ------------------- |
| 22               | Gérard Charasse |      |                     |
| tháng 3 năm 2004 | Gérard Charasse | PRG  | đại biểu của Allier |

## Các đơn vị cấp dưới
Tổng Cusset-Sud gồm 8 xã với dân số là 13 676 người (điều tra năm 1999, dân số không tính trùng)
| Xã          | Dân số    | Mã bưu chính | Mã insee |
| ----------- | --------- | ------------ | -------- |
| Abrest      | 2 428     | 03200        | 03001    |
| Busset      | 852       | 03270        | 03045    |
| La Chapelle | 348       | 03300        | 03056    |
| Cusset      | 4 255 (1) | 03300        | 03095    |
| Mariol      | 659       | 03270        | 03163    |
| Molles      | 709       | 03300        | 03174    |
| Saint-Yorre | 2 840     | 03270        | 03264    |
| Le Vernet   | 1 585     | 03200        | 03306    |

(1) một phần xã

## Biến động dân số
| 1962                                                     | 1968 | 1975 | 1982 | 1990   | 1999   |
| -------------------------------------------------------- | ---- | ---- | ---- | ------ | ------ |
| -                                                        | -    | -    | -    | 13 750 | 13 676 |
| Nombre retenu à partir de 1962 : dân số không tính trùng |      |      |      |        |        |